# Noxious stimulus
Um noxious stimulus é "um evento real ou potencialmente danoso ao tecido". É um pré-requisito para a nocicepção, que em si é um pré-requisito para a dor nociceptiva.
O noxious stimuli pode ser tanto mecânico (por exemplo, aperto ou outra deformação do tecido), químico (por exemplo, exposição a ácidos ou irritantes), ou térmico (por exemplo, temperaturas elevadas ou baixas).
Existem alguns tipos de danos aos tecidos que não são detectados por quaisquer receptores sensoriais, e, assim, não podem causar dor. Portanto, nem todos os noxious stimuli são estímulos adequados dos nociceptores. Os estímulos adequados dos nociceptores são denominados estímulos nociceptivos. Um estímulo nociceptivo é definido como ""um evento real ou potencialmente danoso ao tecido transduzido e codificado por nociceptores."

## References
1. ↑  Santos, Terezinha De Jesus T.; Carlos M. De. «The effect of baclofen on spontaneous and evoked behavioural expression of experimental neuropathic chronic pain». Arquivos de Neuro-Psiquiatria. 57 (3B): 753-760. ISSN 0004-282X. doi:10.1590/S0004-282X1999000500005
2. 1 2  Loeser JD, Treede RD. (2008). «The Kyoto protocol of IASP Basic Pain Terminology.». Pain. 137 (3): 473–7. PMID 18583048. doi:10.1016/j.pain.2008.04.025